# Phlebopenes pertyi
Phlebopenes pertyi är en stekelart som beskrevs av William Harris Ashmead 1904. Phlebopenes pertyi ingår i släktet Phlebopenes och familjen hoppglanssteklar. Inga underarter finns listade i Catalogue of Life.